# Wilby (Norfolk)
Wilby – wieś w Anglii, w Norfolk, w dystrykcie Breckland, w civil parish Quidenham. W 1931 wieś liczyła 94 mieszkańców. Wilby jest wspomniana w Domesday Book (1086) jako Wilebey/Wilgeby/Willebeih.